# Blodbräken
Blodbräken, Dryopteris erythrosora, är en träjonväxtart som först beskrevs av D. C. Eat., och fick sitt nu gällande namn av O. Kze. Dryopteris erythrosora ingår i släktet Dryopteris och familjen Dryopteridaceae. Inga underarter finns listade.

## Bildgalleri

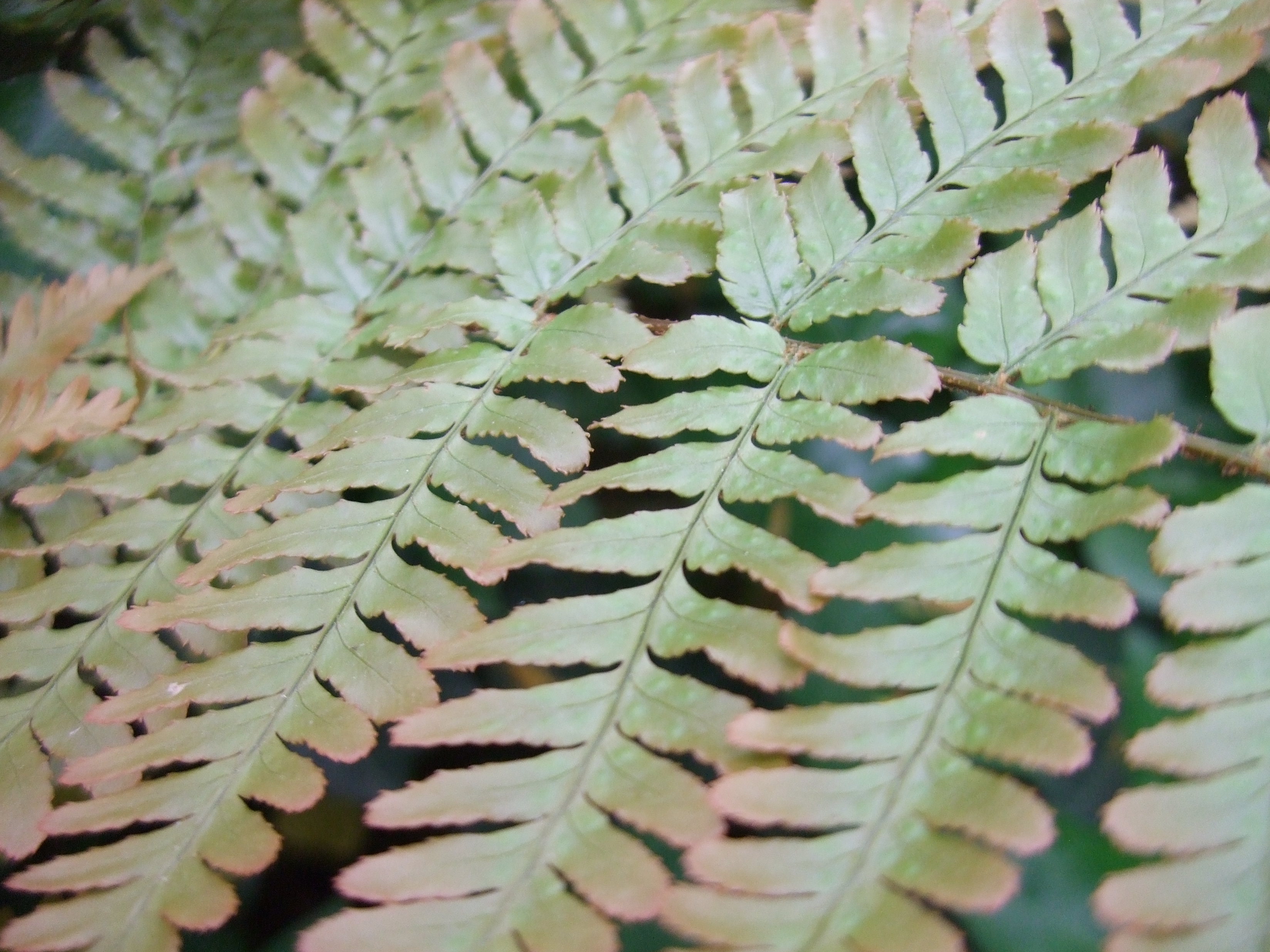